# Roelof Wunderink
Roelof Wunderink, nizozemski dirkač Formule 1, * 12. december, 1948, Eindhoven, Noord-Brabant, Nizozemska.
Roelof Wunderink je upokojeni nizozemski dirkač Formule 1. Debitiral je v sezoni 1975, ko je nastopil na šestih dirkah. Na tri se mu sploh ni uspelo kvalificirati, na dveh je odstopil, na dirki za Veliko nagrado Avstrije pa je sicer prišel v cilj, a z zaostankom več kot štirih krogov za zmagovalcem, zato ni bil uvrščen. Po sezoni 1975 ni nikoli več dirkal v Formuli 1.

## Popolni rezultati Formule 1
(legenda) (odebeljene dirke pomenijo najboljši štartni položaj, poševne pa najhitrejši krog, †-uvrščen kljub odstopu)
| Leto | Moštvo                  | Šasija      | Motor       | 1   | 2   | 3   | 4       | 5       | 6   | 7   | 8   | 9   | 10     | 11  | 12     | 13      | 14      | Prv | Toč |
| ---- | ----------------------- | ----------- | ----------- | --- | --- | --- | ------- | ------- | --- | --- | --- | --- | ------ | --- | ------ | ------- | ------- | --- | --- |
| 1975 | HB Bewaking Team Ensign | Ensign N174 | Cosworth V8 | ARG | BRA | JAR | ŠPA Ret | MON DNQ | BEL | ŠVE | NIZ | FRA |        | NEM | AVT NC | ITA DNQ |         | -   | 0   |
| 1975 | HB Bewaking Team Ensign | Ensign N175 | Cosworth V8 |     |     |     |         |         |     |     |     |     | VB DNQ |     |        |         | ZDA Ret | -   | 0   |